# Walter Kerr
Pour les articles homonymes, voir Kerr.
Ne doit pas être confondu avec Walter Kerr (rugby) ou Walter Kerr (amiral).
Walter Francis Kerr, né le 8 juillet 1913 à Evanston, dans l'Illinois, et mort le 9 octobre 1996 à Dobbs Ferry, dans la banlieue de New York, est un écrivain et critique de théâtre américain.
Il est également dramaturge, parolier et/ou metteur en scène de plusieurs pièces de théâtre et comédies musicales de Broadway ainsi que l'auteur de plusieurs livres, généralement sur le thème du théâtre et du cinéma.

## Biographie
Kerr naît à Evanston, dans l'Illinois, et obtient à la fois un BA et une MA de la Northwestern University, après avoir obtenu son diplôme de St. George HS, également à Evanston.
Il est critique de cinéma régulier pour le journal de la St. George High School alors qu'il était étudiant, et est également critique pour l'Evanston News Index. Il est le rédacteur en chef du journal et de l'annuaire du lycée. Il a enseigné la parole et le théâtre à l’Université catholique d'Amérique. Après avoir écrit des critiques pour Commonweal, il devient critique de théâtre pour le New York Herald Tribune en 1951. Lorsque ce journal a arrêté d'être publié en 1966, il commence à écrire des critiques de théâtre pour le New York Times, écrivant les dix-sept années suivantes.
Il épouse Jean Collins le 9 août 1943, également écrivain, sous son nom de Jean Kerr. Ensemble, ils écrivent la comédie musicale Goldilocks (1958), qui remporte deux Tony Awards. Ils  collaborent également à Touch and Go (1949) et King of Hearts (1954). Ils ont six enfants.
Walter Kerr meurt d'une insuffisance cardiaque congestive le 9 octobre 1996.
Il est décrit de manière pseudonymique par David Niven dans le film de 1960, Ne mangez pas les marguerites (Don't Don't Eat the Daisies), basé sur la collection la plus vendue d'essais humoristiques de Jean Kerr.
Il est notoirement crédité de l'une des plus courtes critiques au monde, "Me no Leica" pour I Am a Camera de John Van Druten dans le New York Herald Tribune du 31 décembre 1951.

## Récompenses et honneurs
Walter Kerr a remporté un prix Pulitzer de critique en 1978 pour ses "articles sur le théâtre".
En 1983, Kerr a été intronisé à l'American Theatre Hall of Fame.
En 1990, l'ancien Ritz Theatre, West 48th Street, dans le Theater District est rebaptisé Walter Kerr Theatre en son honneur.

## Travaux

### Livres (sélection)
- Criticism and Censorship (1954)
- How Not to Write a Play (1955)
- Pieces at Eight (1958)
- The Decline of Pleasure (1962)
- The Theatre in Spite of Itself (1963)
- Tragedy and Comedy (1967)
- Thirty Plays Hath November (1969)
- God on the Gymnasium Floor (1971)
- The Silent Clowns (1975)
- Journey to the Center of the Theater (1979)

### Broadway
- Count Me In, 1942, comédie musicale : livret[10]
- Sing Out, Sweet Land, 1944, revue musicale : livret et mise en scène
- The Song of Bernadette, 1946, pièce : livret (avec Jean Kerr) et mise en scène
- Touch and Go, 1949, revue musicale : sketches et lyrics (avec Jean Kerr) et mise en scène
- King of Hearts, 1954, pièce (de Jean Kerr et Eleanor Brooke) : mise en scène
- Goldilocks, 1958, comédie musicale : livret et lyriques (avec Jean Kerr et Joan Ford (lyriques)) et mise en scène